# NGC 7318A
NGC 7318A는 페가수스자리에 위치한 은하군인 슈테팡 5중주 내부에 위치한 상호작용은하로 현재 격렬한 별 형성을 일으키고 있다.

## NGC 7318B와의 상호 작용으로 인한 형태의 변화
NGC 7318A는 원래 정상나선은하였지만 상호 작용으로 인해 나선팔이 떨어져 나가 타원 은하가 되었다는 가설도 있다.

## NGC 7318B 와의 충격파
NGC 7318의 두 은하의 중심 부분에선 900 Km/s의 속도로 돌진하고 있는 충격파가 존재하며 NGC 7318B가 NGC 7318A와 충돌하면서 생겨난 성간 가스의 수소 원자가 충격파에 의해 이온화되어 녹색 빛을 낸다고 한다.

### 충격파의 의의
이 충격파는 알려진 가장 강력한 충격파 중 하나라고 한다.

## 위치 및 찾는 방법

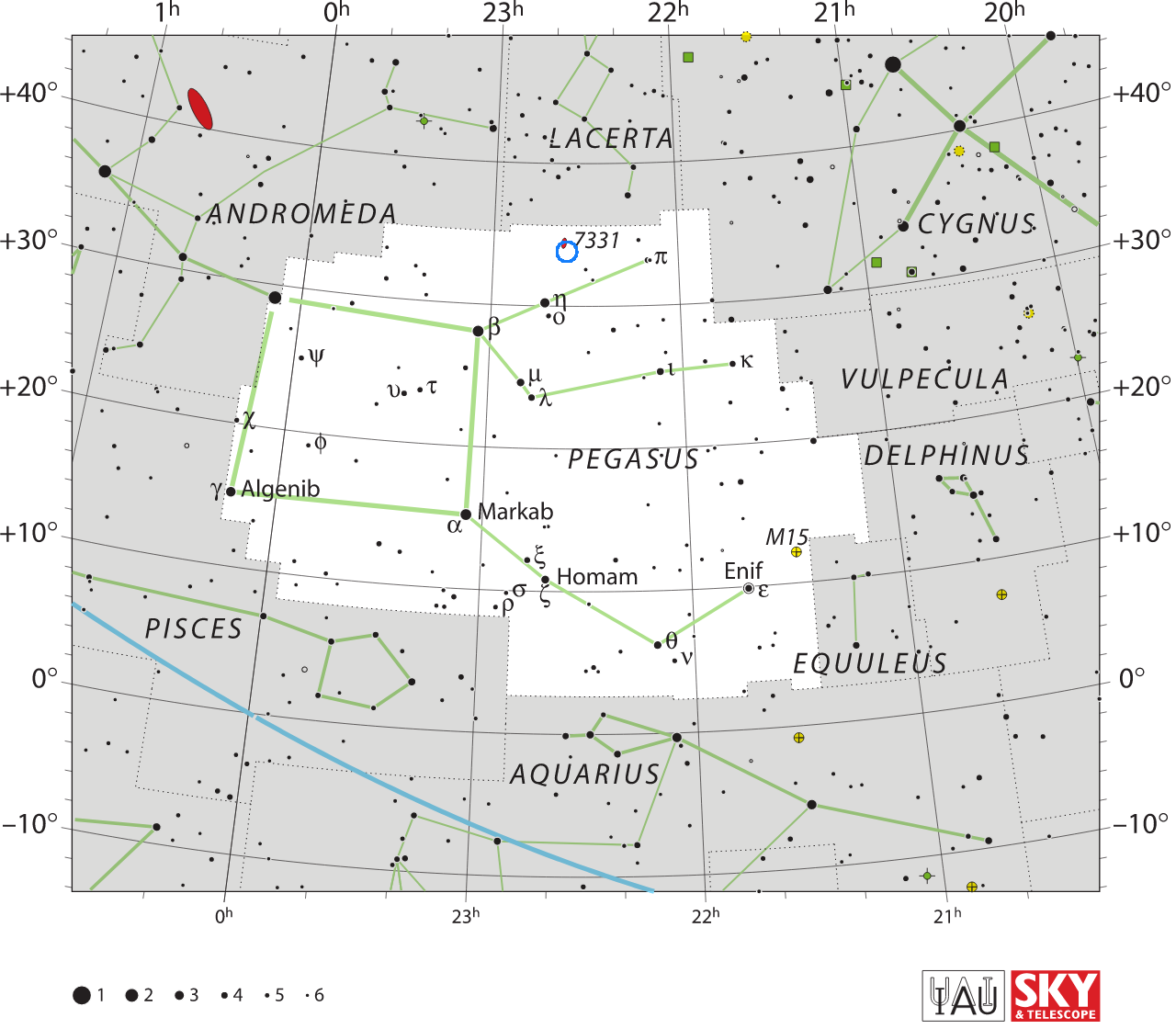
NGC 7318의 위치이다. (파란 원)

## 같이 보기
- 슈테팡 5중주
- NGC 7318B